# Autoserica verhulsti
Autoserica verhulsti är en skalbaggsart som beskrevs av Louis Burgeon 1942. Autoserica verhulsti ingår i släktet Autoserica och familjen Melolonthidae. Inga underarter finns listade.